# Játékvezető (folyóirat)
A Játékvezető a Magyar Labdarúgó Játékvezetők Országos Elnökségének hivatalos szakmai lap volt, mely első alkalommal 1959 októberében jelent meg az Országos Testnevelési és Sport Bizottság Játékvezető Tanács anyagi támogatása mellett. Az utolsó számok 1986-ban jelentek meg.

## A lap
A kiadvány havonta egy alkalommal jelent meg, a kornak megfelelő egyszerű – sokszorosítás – szerkesztési módszerrel. Terjesztése belterjes módszerrel a játékvezetők, az ellenőrök és a megyei szervezetek vezetői számára történt. Elsősorban a játékvezetői oktatást, a tájékoztatást, az informálást tekintette fő célkitűzésének. Nagyon sok játékvezető felismerte, hogy a szakmai fejlődés egyik legfontosabb területe az oktatás, a szabályok ismeretén túl az egységes értelmezés folyamatos fejlesztése. A szerkesztőbizottság tagjainak írásain túl, a megyei játékvezető szervezetek aktív tagjai is segítették az alapvető törekvést. Az évtizedek során több százan írtak rendszeresen, munkájuk nyomán formálódott, alakult a lap. A lapban a hazai- és a nemzetközi labdarúgás avatott vezetői többször is hozzájárultak a magyar játékvezetés szakmai színvonalának erősítéséhez.
A teljesség igénye nélkül az alábbi szaktekintélyek írásain nevelkedtek a kor játékvezetői: dr. Ábrai Zsigmond, Kann Ferenc, Hertzka Pál, Barcs Sándor, Major István, Somos István, Petri Sándor, dr. Szilágyi György, Szlávik András, Tabák Endre, Nagy Emil, dr. Neuber Alajos, Paulai Márton, Sabácz József, Kasza Ferenc, Vadas György, Zsolt István, Müncz György, Győri László, Gabi Géza, Hévízi Ottó, Márton Sándor.
A sportpolitika társadalmi változásai, az egyes tevékenységek finanszírozásainak átcsoportosítása 1975-ben a Játékvezető szaklapot sem kerülte el. A Magyar Labdarúgó-szövetség elnöksége saját lapjához, a Labdarúgáshoz csatolta és így a továbbiakban, negyedévente a Labdarúgóedző szaklappal együtt jelent meg. A Labdarúgás mellékleteként az 1975. XXI. évfolyam 5. szám jelent meg első alkalommal.

## Szerkesztőség

### Az első szerkesztőség
A Magyar Labdarúgó-szövetség Játékvezető Testület Országos Elnöksége megalakította az országos- és egyedi (Gazdasági Bizottság) bizottságait. A Játékvezető első szerkesztésével az Agitációs-, Propaganda-, Sajtó- és Nemzetközi Bizottságot bízta meg. 
A bizottság összetétele:
- Elnök: Petri Sándor,
- Előadó: Posfay József,
- Jegyzők: Soós Imre, Sipos Ferenc és Vízhányó László,
- Bizottsági tagok: Hertzka Pál, Virágh Ferenc, Zsolt István, Ónodi Ferenc, Vadas György.

### 1979-évi szerkesztőség
A lap szerkesztő bizottsága közvetlenül a JB elnökéhez tartozik. Tagjai: dr.Ábrai Zsigmond-, Major István- Dr. Nauber Alajos-, Kasza Ferenc-, Benkő Béla-, Paulai Márton.

### Megyei tudósítók
Hajdú-Bihar: Dr. Gyöngyössi Róbert, Veszprém: Zwicker Ferenc, Borsod: Dr. Borossay László és Sipos Szilárd, Baranya: Diamant Gyula, Fejér: Hangyási Imre, Csongrád: Kasza Ferenc, Nógrád: Langár Károly, Zala: Széki Sándor, Békés: Kövesdy Lajos

## Az első szám tartalma
- A JT Országos Elnöksége és Bizottságai.
- A durva és kíméletlen játék elleni harc.
- Tudod-e?
- Szükség van rá!
- Régi és új döntvények a játékszabályokról.
- Határozat és végrehajtás.
- A Szerkesztőség felhívása.
- Az országos keret tagjai.